# Lasioglossum pleurospeculum
Lasioglossum pleurospeculum är en biart som beskrevs av Herrmann 2001. Lasioglossum pleurospeculum ingår i släktet smalbin, och familjen vägbin. Inga underarter finns listade i Catalogue of Life.